# آلبرت پینتات
آلبرت پینتات (انگلیسی: Albert Pintat؛ زادهٔ ۲۳ ژوئن ۱۹۴۳) سیاست‌مدار اهل آندورا است. وی از ۲۰ فوریه ۲۰۰۵ تا ۵ ژوئن ۲۰۰۹ نخست‌وزیر آندورا بود.